# Municipio de Martin (Kansas)
El municipio de Martin (en inglés: Martin Township) es un municipio ubicado en el condado de Smith en el estado estadounidense de Kansas. En el año 2010 tenía una población de 18 habitantes y una densidad poblacional de 0,19 personas por km².

## Geografía
El municipio de Martin se encuentra ubicado en las coordenadas 39°58′40″N 98°54′13″O / 39.97778, -98.90361. Según la Oficina del Censo de los Estados Unidos, el municipio tiene una superficie total de 92.7 km², de la cual 92,36 km² corresponden a tierra firme y (0,37 %) 0,34 km² es agua.

## Demografía
Según el censo de 2010, había 18 personas residiendo en el municipio de Martin. La densidad de población era de 0,19 hab./km². De los 18 habitantes, el municipio de Martin estaba compuesto por el 100 % blancos. Del total de la población el 0 % eran hispanos o latinos de cualquier raza.